# Bangente
Bangente, también conocido como Banco de la Gente Emprendedora, es una entidad financiera fundada en el año 1998, en un acto celebrado en el Banco de Desarrollo de América Latina, y fue oficializado en Gaceta Oficial en el mes de diciembre de ese mismo año por SUDEBAN. Actualmente, es miembro de la Asociación Bancaria de Venezuela.

## Historia
Para el año 2016, el banco reportó que el préstamo mancomunado representa el 68% de los 5.100 millones de bolívares en fondos otorgados, mostrando un incremento de más del 2.000%
En el 2021, la Superintendencia de Bancos autorizó la transferencia de las acciones, y el 29 de septiembre de 2021, se celebró el respectivo contrato de compraventa y el traspaso legal de las acciones a un grupo de empresarios venezolanos
Para el 2025, la entidad bancaria anunció que iniciaron un plan de expansión a nivel nacional, gracias a su alianza con MultiMax una de las cadenas de tiendas por departamentos de Venezuela.
Las tiendas están ubicadas en la avenida Bolívar de Valencia, Los Cortijos de Caracas, C.C Olímpico de Maracaibo, Av. Lara de Barquisimeto y Quinta avenida de San Cristóbal. 